# Lycée professionnel des métiers de la première transformation du bois de Montauban-de-Luchon
Le lycée professionnel des métiers de la première transformation du bois est un lycée professionnel français situé à Montauban-de-Luchon dans le département de la Haute-Garonne.

## Présentation
Situé à Montauban-de-Luchon, commune voisine de Bagnères-de-Luchon, le lycée professionnel a ouvert ses portes en 1956.
Il accueille une centaine d'élèves venus de toute la France et même de pays étrangers. La plupart d'entre eux sont internes.

## Spécialités
Scierie, affûtage et construction bois.

## Mission
Prendre en compte les exigences de demain liées à l'évolution des techniques dans la filière bois.

## Formations
- 3e Découverte professionnelle 6 heures (1 an)
- CAP mécanicien affûteur (2 ans)
- CAP constructeur bois (2 ans)
- BAC professionnel technicien de scierie (3 ans)
  - + Option ski alpin - Métiers de la montagne (Pluriactivité) (4 ans)
- FPE Agent polyvalent en centre thermal et/ou en centre de bien-être (1 an)
- BTS technico-commercial - Bois et matériaux associés (2 ans)